# Élections générales espagnoles de 1853
Les élections générales espagnoles de 1853 sont les élections à Cortès célébrées en Espagne le 4 février 1853 durant la Décennie modérée du règne d'Isabelle II, au suffrage censitaire masculin.